# Transformers - The Movie
Transformers - The Movie (The Transformers: The Movie) è un film d'animazione del 1986 diretto da Nelson Shin.
I protagonisti sono i Transformers della omonima serie televisiva d'animazione del 1984.
Il film, prodotto dalla Toei Animation, si ambienta cronologicamente 20 anni dopo la seconda stagione della serie animata Transformers (G1) e un anno prima della terza stagione.
I Transformers del film sono stati prima creati per il film e solo dopo trasposti in giocattoli (il processo inverso di quello che subirono i Transformers degli anni prima). L'unica eccezione è Ultra Magnus che esisteva già nella serie a giocattoli Diaclone.
I quintessenziani, apparsi per la prima volta nel film, diverranno nemici degli Autobot nella terza stagione della serie animata dei Transformers.

## Trama
È l'anno 2005 e la guerra fra gli Autobot e i Decepticons sta continuando: i malvagi Decepticons sono stati cacciati dal pianeta Terra ma, hanno mantenuto il controllo del mondo nativo dei Transformers, Cybertron, mentre le due lune di questo sono state conquistate degli Autobots.
Nel frattempo un potente e misterioso pianeta senziente, chiamato Unicron, sta distruggendo e divorando tutti i pianeti che trova sulla sua strada. Sulle lune di Cybertron il saggio Autobot Optimus Prime, comandante degli Autobots, sta pianificando un tentativo di invasione per riconquistare la stessa Cybertron ma, ha bisogno di energia: allestisce così una missione per prendere Energon (la principale fonte di energia per i Transformers) sulla Terra. Sfortunatamente i Decepticons guidati da Megatron vengono a sapere della missione e la intercettano, massacrando tutti gli Autobots presenti sulla nave partita per la missione (vediamo così morire Brawn, Prowl, Ironhide e Ratchet, più che altro un pretesto per togliere di mezzo gli Autobots della prima squadra e permettere alla Takara di produrre nuovi giocattoli ispirati ad Ultra Magnus, Wheelie, Hot Rod e gli altri nuovi Autobots e Decepticons). In breve i Decepticons arrivano ad Autobot City (la principale base degli Autobots sulla Terra, edificata nel periodo intercorso tra la fine della seconda stagione della serie animata ed il film) e ingaggiano una battaglia con gli Autobots. Optimus interviene subito guidando assieme a Sunstreaker uno shuttle con molti soldati, tra i quali anche i Dinobot, da portare come rinforzi nel cuore della battaglia ma, una volta giunto sulla Terra viene gravemente ferito dallo scontro fra lui e il perfido Megatron. Tuttavia sia i Decepticons che gli Autobots hanno subito perdite significative e l'assalto termina con la ritirata dei Decepticons.
Assistiamo così al grave ferimento dei capi delle due fazioni: Prime muore a causa delle gravi ferite riportate, ma riesce a passare la Matrice del Comando Autobot (il simbolo del potere Autobot) ad Ultra Magnus (in realtà, avendola toccata per primo Hot Rod, la Matrice si lega a lui), mentre Megatron, gravemente danneggiato, assieme a Skywarp, a Thundercracker e agli Insecticons, fugge a bordo di Astrotrain ma, viene gettato nello spazio da Starscream, un suo soldato da sempre infido e traditore che voleva prendere il suo posto di comando.
Il caso vuole però che Megatron e gli altri Decepticons gettati nello spazio entrino nell'orbita di Unicron: il pianeta senziente dona loro nuovi corpi, integri e più potenti dei precedenti, facendo tuttavia giurare ai rinati Decepticons che essi distruggeranno la Matrice, l'unica cosa che avrebbe potuto fermarlo. Megatron diventa così Galvatron, Skywarp diviene Cyclonus il suo primo luogotenente, Thundercracker diviene Scourge, mentre gli Insecticons Bombshell, Shrapnel e Kickback divengono gli Sweeps (dei cloni di Scourge).
Inizia così la battaglia fra gli Autobots di Ultra Magnus e i Decepticons di Galvatron (che nel frattempo ha eliminato il traditore Starscream). Il gruppo degli Autobots tuttavia si divide durante una fuga nello spazio aperto: Ultra Magnus, Arcee, Springer, Blurr e l'umano Daniel finiscono sul pianeta Junk, formato da rottami e spazzatura, dove vengono attaccati dal malvagio Galvatron che riesce a rubare la Matrice, che intende usare per tradire Unicron. Hot Rod, Kup e i Dinobots finiscono invece sul pianeta Quintessenza. I primi due rischiano addirittura di essere giustiziati dai nativi del pianeta, i Quintessenziani, ma vengono salvati dai Dinobots condotti sul posto da Wheelie, un piccolo Transformer da molto naufragato su Quintessenza. I due gruppi Autobot riusciranno a riunirsi giusto in tempo per combattere il malvagio Unicron (che ha modificato la sua forma da pianeta a robot mostrando il suo vero aspetto). La battaglia sembra impari, tant'è che sia gli Autobot che i Decepticon finiscono risucchiati all'interno del titanico demone robot, ma poi, Hot Rod, lottando dal suo interno riesce a prendere la Matrice a Galvatron trasformandosi in Rodimus Prime. Grazie al potere della Matrice, Rodimus Prime sconfigge Galvatron scagliandolo nello spazio profondo, mentre Unicron perisce ed esplode. In conclusione, Rodimus Prime instaura su Cybertron la pace, mentre la testa di Unicron, morto, gira intorno a Cybertron come nuovo satellite al posto delle due lune da lui stesso divorate.

## Distribuzione

### Edizione italiana
Esistono due versioni del doppiaggio italiano: il primo commissionato da Odeon TV (uscito in VHS e DVD), il secondo commissionato da Medianatwork Communication (uscito in DVD e andato in onda su Cooltoon nel 2008). In Italia il film fu trasmesso su Odeon TV con enorme ritardo rispetto alla terza stagione della serie animata.

#### Doppiaggio storico
Il film arrivò in Italia nel 1988, con enorme ritardo rispetto alla terza stagione della serie animata. Lo studio che si è occupato del doppiaggio ad oggi resta ancora ignoto. La DVDStorm ne distribuì solo poche copie nel 2003. Nel 2007 la DVDStorm ne ripropose una nuova versione rimasterizzata del film. Entrambe le edizioni contenevano la versione inglese e i sottotitoli.

#### Ridoppiaggio
Sempre nel 2007 la versione rimasterizzata è stata rieditata sotto doppio marchio Medusa/MTC con un nuovo adattamento, più fedele all'originale nei dialoghi, che ha avuto anche alcuni passaggi televisivi su Cooltoon. Però per alcuni personaggi vengono usati i nomi italiani (Commander invece di Optimus Prime, Astrum invece di Starscream, etc.) e per altri vengono usati quelli originali (Decepticons, Rodimus Prime, etc.).

## Fumetto
Il film ha avuto due adattamenti fumettistici: il primo, nell'86 della Marvel, il secondo nel 2006, per il ventesimo anno dall'uscita del film, dalla IDW. Un adattamento a fumetti del film, in quattro episodi, è stato pubblicato da IDW Publishing nel 2006 con il titolo Transformers: The Animated Movie. Il fumetto è scritto da Bob Budiansky e disegnato da Don Figueroa.